# Регенсбургские сосиски

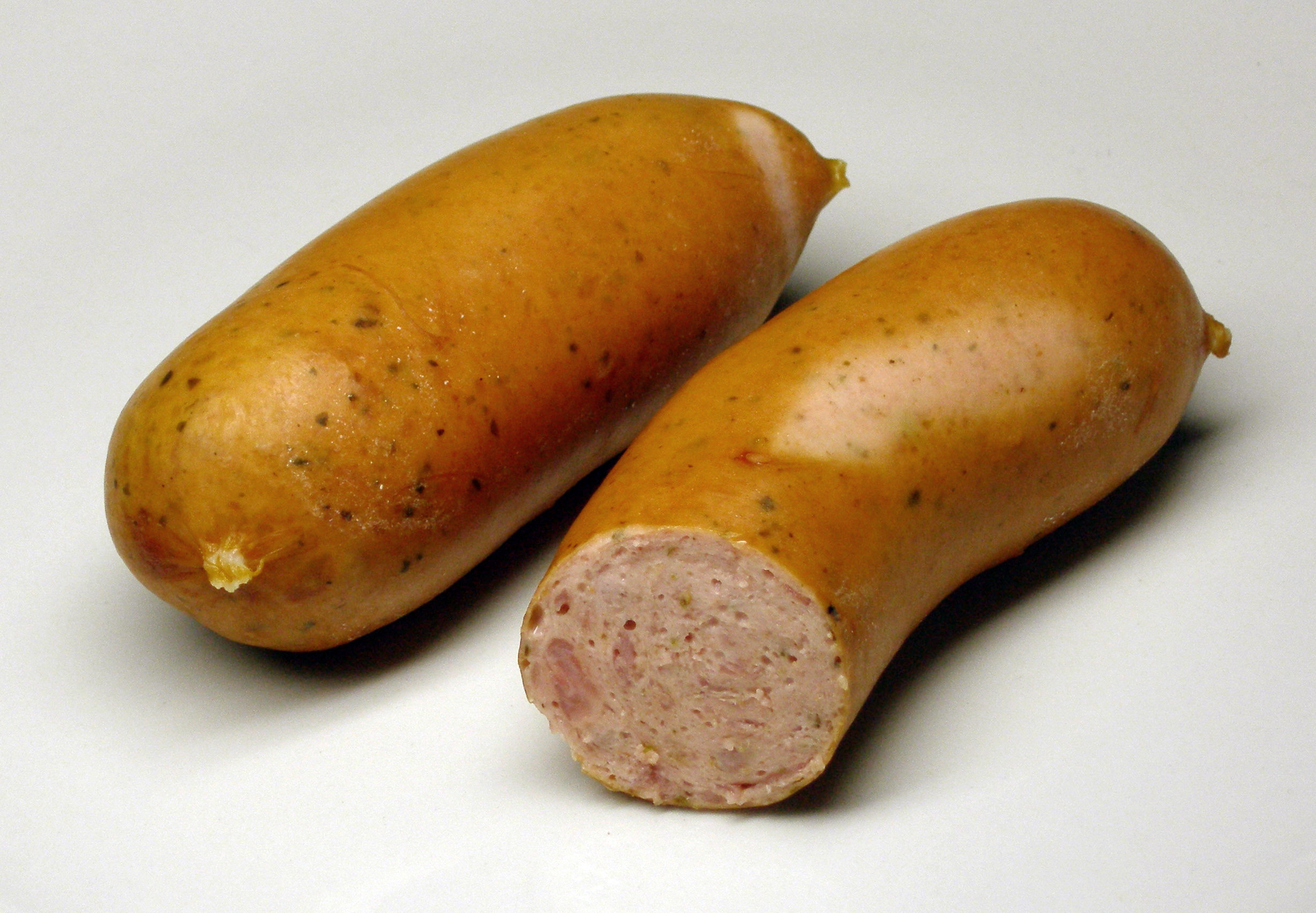
Регенсбургские кнакеры

Регенсбургские сосиски (регенсбургские колбаски, регенсбургеры нем. Regensburger Würstchen) — свиные варёные колбаски длиной до 10 см и диаметром около 4 см из фарша грубого и мелкого измельчения. Рецепт был изобретён в Регенсбурге во второй половине XIX века, где в разговорной речи они называются кнакерами. Регенсбургцы едят фирменные сосиски в горячем и холодном виде. Регенсбургскую сосиску подают как уличную еду поджаренной и разрезанной в длину пополам в булке со сладкой или острой горчицей и несколькими ломтиками маринованных огурцов. Из регенсбургских колбасок готовят колбасный салат по-баварски с луком под винегретной заправкой.
Для приготовления основного колбасного фарша нежирную свинину мелко измельчают на куттере, обрабатывают нитритной солью, добавляют пряности и смешивают с крупноизмельчённым сырьём — нарезанной кубиками свининой. Фарш формуют в натуральную оболочку, батоны коптят на буковых опилках и затем варят.